# Enrique Palos
Enrique Eduardo Palos Reyes (Aguascalientes, Aguascalientes; 31 de mayo de 1986) es un exfutbolista mexicano. Que Jugaba de portero y actualmente se encuentra retirado luego de su paso por los bravos de Juárez, Es Licenciado en Ciencias del Ejercicio recibido en la Facultad de Organización Deportiva de la UANL.

## Carrera

### Tigres UANL
Palos debutó en el torneo Apertura 2006 con Tigres de la UANL, sin embargo no fue titular hasta el Clausura 2011 tras la lesión del entonces portero titular Cirilo Saucedo. Como consecuencia de las buenas actuaciones de Palos, Saucedo fue transferido a Tijuana y Palos se aferró como portero titular indiscutible del 'Tuca' Ferretti hasta el Apertura 2013, cuando peleó la titularidad con Sergio 'El Matute' García, y posteriormente la perdería con la llegada de Nahuel Guzmán en el Apertura 2014.
Enrique posee el récord de menos goles recibidos en torneo cortos con 9 goles en contra en el torneo Apertura 2011, mismo en el que fue campeón con Tigres y en el que ganó el Guante de Oro al mejor portero del torneo.

### Bravos de Ciudad Juárez
Enrique llegó a Chihuahua para unirse con el equipo de Ciudad Juárez después de estar 7 torneos de no ser titular con Tigres

## Clubes
| Club                    | País   | Año         |
| ----------------------- | ------ | ----------- |
| Tigres de la UANL       | México | 2006 - 2017 |
| Bravos de Ciudad Juárez | México | 2018 - 2021 |

## Palmarés

### Títulos nacionales
| Título               | Club        | País   | Año  |
| -------------------- | ----------- | ------ | ---- |
| Liga MX              | Tigres UANL | México | 2011 |
| Copa MX              | Tigres UANL | México | 2014 |
| Liga MX              | Tigres UANL | México | 2015 |
| Campeón de Campeones | Tigres UANL | México | 2016 |
| Liga MX              | Tigres UANL | México | 2016 |
| Campeón de Campeones | Tigres UANL | México | 2017 |
| Liga MX              | Tigres UANL | México | 2017 |

### Distinciones individuales
| Distinción                  | Año  |
| --------------------------- | ---- |
| Guante de Oro Apertura 2011 | 2011 |

## Récords
- Es el portero con más minutos en la portería de Tigres sin recibir gol, en el Clausura 2011, acumuló un total de 548 minutos con su arco en cero, quedándose a 224 del récord de Liga impuesto en el 2008 por Hernán Cristante.
- Es el portero que ha recibido menos goles en un torneo corto de la liga mexicana, en el Clausura 2011, recibió solo 9 goles.